# Ulrike Eydeler
Ulrike Eydeler (verheiratete Ulrike Rühter) ist eine ehemalige deutsche Handballspielerin.
Eydeler spielte mit dem SC Union 03 Hamburg in der Handball-Bundesliga, im Frühling 1983 erfolgte der Abstieg. Zu diesem Zeitpunkt war sie als A-Jugendliche bereits Leistungsträgerin.  Im Oktober 1982 wurde sie im Alter von 17 Jahren in die A-Jugend-Nationalauswahl des Deutschen Handballbunds berufen. Nach dem Bundesliga-Abstieg war Eydeler mit dem SC Union 03 in der Regionalliga vertreten. Noch in den 1980er Jahren spielte sie für Union. Nach ihrer Hochzeit mit dem Handballtrainer Jens Rühter nahm sie dessen Nachnamen an. 1991 wechselte sie von HT 16 kommend zum VfL Oldesloe in die 2. Bundesliga. 1992 ging sie zum Bramfelder SV. Später war sie Spielerin von THB Hamburg 03. Sie ist die Mutter von Lea Rühter.